# Озолин, Николай Георгиевич
Никола́й Гео́ргиевич Озо́лин (20 октября [2 ноября] 1906, Комарово (ныне Польша) — 25 июня 2000, Москва) — советский легкоатлет, тренер и учёный в области спортивной педагогики.
Заслуженный мастер спорта СССР (1937), заслуженный тренер СССР (1956). Выступал за Москву — «Медик» (1926—1928), «Динамо» (1929—1950).
Серебряный призёр чемпионата Европы 1946, победитель международной рабочей Олимпиады 1937, 12-кратный чемпион СССР (1928, 1934, 1938—1940, 1943, 1944, 1946—1950), 10-кратный рекордсмен СССР (1927—1939, 3 рекорда превышали рекорд Европы) по прыжкам с шестом. Чемпион СССР 1935 по прыжкам на лыжах с трамплина.
На Олимпийских играх 1952 года возглавлял Главный тренерский совет сборной СССР по всем видам спорта; инициатор создания комплексных научных групп. Подготовил Л. Щербакова и О. Федосеева, призёров ОИ в тройном прыжке.
Профессор (1962), доктор педагогических наук (1972; кандидат педагогических наук, 1942), заслуженный деятель науки РСФСР. В 1931—1953 годах и с 1963 года — преподаватель ГЦОЛИФКа, заведовал кафедрой лёгкой атлетики, в 1954—1962 годах — директор ВНИИ физической культуры. Автор более 200 научных трудов по теории и методике спорта, проблемам спортивной подготовки. Подготовил 65 кандидатов и 8 докторов педагогических наук.

## Биография
В 1921 году Николай, 14-летний пензенский школьник, стал членом губернского спортивно-гимнастического клуба. В 1926 году он поступил в Государственный центральный институт физической культуры (позднее — ГЦОЛИФК), а в 1928 году его окончил.

### Спортивная биография
В 1927 году началась знаменитая дуэль Озолина с Владимиром Дьячковым: на чемпионатах СССР 1927 и 1931 годов побеждал Дьячков, на Всесоюзной спартакиаде 1928 года и чемпионате СССР 1934 года — Озолин; в 1935 году в их дуэль вмешался Гавриил Раевский, ставший чемпионом СССР 1935 и 1937 годов (в 1936 году победил Дьячков) и первым в СССР покорил рубеж 4 м.
Однако постепенно Озолин становится единоличным лидером: с 1936 года он не упускал рекорд СССР, а с 1938 года выиграл все чемпионаты СССР, в которых участвовал. В течение 10 лет (1936—1945) он 9 раз возглавлял списки лучших прыгунов с шестом Европы, 6 раз (1937—1938, 1941, 1943—1945) входил в десятку лучших прыгунов с шестом мира. В 1946 году в 39 лет стал серебряным призёром чемпионата Европы.
Рекорд СССР, установленный Озолиным в 1939 году, стал последним, установленным с помощью бамбукового шеста — в 1951 году его побил Пётр Денисенко, который использовал уже металлический шест.
Умер в 2000 году; похоронен на Аллее спортсменов Востряковского кладбища в Москве.

## Спортивные достижения
|       | Прыжки с шестом | Прыжки с шестом |
| Место | Результат       |                 |
| ----- | --------------- | --------------- |
| 1946  | 2-е место       | 4,10 м          |

|       | Прыжки с шестом | Прыжки с шестом |
| Место | Результат       |                 |
| ----- | --------------- | --------------- |
| 1937  | чемпион         | 4,20 м          |

|       | Прыжки с шестом | Прыжки с шестом | Тройной прыжок | Тройной прыжок |
| Место | Результат       | Место           | Результат      |                |
| ----- | --------------- | --------------- | -------------- | -------------- |
| 1927  | 2-е место       | 3,55 м          | 2-е место      | 13,14 м        |
| 1928  | чемпион         | 3,60 м — Р СССР |                |                |
| 1931  | 2-е место       | 3,60 м          |                |                |
| 1934  | чемпион         | 3,80 м          |                |                |
| 1935  | 2-е место       | 3,90 м          |                |                |
| 1936  | 3-е место       | 3,80 м          |                |                |
| 1937  | 3-е место       | 4,00 м          |                |                |
| 1938  | чемпион         | 4,20 м          |                |                |
| 1939  | чемпион         | 4,20 м          |                |                |
| 1940  | чемпион         | 4,20 м          |                |                |
| 1943  | чемпион         | 4,15 м          |                |                |
| 1944  | чемпион         | 4,15 м          |                |                |
| 1945  | не участвовал   | не участвовал   | не участвовал  | не участвовал  |
| 1946  | чемпион         | 4,10 м          |                |                |
| 1947  | чемпион         | 4,12 м          |                |                |
| 1948  | чемпион         | 4,18 м          |                |                |
| 1949  | чемпион         | 4,18 м          |                |                |
| 1950  | чемпион         | 4,20 м          |                |                |

Рекорды СССР
```
прыжки с шестом    3,415           10.07.1927   
Москва

                   3,80            29.07.1928   
Москва
, Всесоюзная спартакиада
                   4,065           12.08.1935   
Москва

                   4,10             7.10.1935   
Ереван

                   4,15             9.10.1935   
Ереван

                   4,195            7.07.1936   
Горький

                   4,23             6.06.1937   
Москва

                   4,26   выше РЕ  17.06.1937   
Москва

                   4,29   выше РЕ   2.10.1938   
Киев

                   4,31   выше РЕ  31.07.1939   
Москва

тройной прыжок    13,02            26.06.1927   
Москва
```

## Тренер
Воспитанники
- Щербаков, Леонид Михайлович — чемпион Европы 1950, 1954, серебряный призёр ОИ 1952, установил РМ (1953) в тройном прыжке.
- Федосеев, Олег Георгиевич — серебряный призёр ОИ 1964, бронзовый призёр ЧЕ 1962, установил РМ (1959) в тройном прыжке.

## Книги
Автор множества монографий и учебных пособий, ряд из которых («Тренировка легкоатлета», «Прыжки с шестом», «Современная система спортивной тренировки» и др.) были переведены на иностранные языки. Среди них:
- Озолин Н. Г. Спорт на местности: Пособие для инструкторов физической культуры, комсомольского и физкультурного актива. — М.; Л.: «Физкультура и спорт», 1943. — 184 с.
- Озолин Н. Г. Тренировка легкоатлета: Основы методики тренировки. — М.; Л.: «Физкультура и спорт», 1949. — 212 с.
- Озолин Н. Г. Прыжки с шестом. — М.: «Физкультура и спорт», 1952. — 208 с.
- Озолин Н. Г. Развитие выносливости спортсменов. — М.: «Физкультура и спорт», 1959. — 128 с.
- Озолин Н. Г. Современная система спортивной тренировки. — М.: «Физкультура и спорт», 1970. — 479 с.
- Озолин Н. Г. Путь к успеху. — М.: «Физкультура и спорт», 1980. — 95 с. 
 Издание 2-е, дополненное. — М.: «Физкультура и спорт», 1985. — 112 с.
- Озолин Н. Г. Молодому коллеге. — М.: «Физкультура и спорт», 1988. — 286 с. — (Библиотека тренера) — ISBN 5-278-00058-9

Учебник Озолина и Маркова для институтов физической культуры был издан в 1965 году, переиздан в 1972 году, а затем неоднократно переиздавался с изменениями и дополнениями (1979, 1989, а затем несколько раз в России):
- Лёгкая атлетика: Учебник / под общей ред. Н. Г. Озолина, Д. П. Маркова. — 2-е издание. — М.: «Физкультура и спорт», 1972. — 672 с.
- Лёгкая атлетика: Учебник / под общей ред. Н. Г. Озолина, В. И. Воронкина. — 3-е издание, доп. и перераб. — М.: «Физкультура и спорт», 1979. — 599 с.
- Лёгкая атлетика: Учебник / под общей ред. Н. Г. Озолина, В. И. Воронкина, Ю. Н. Примакова. — 4-е издание, доп. и перераб. — М.: «Физкультура и спорт», 1989. — 671 с. — ISBN 5-278-00023-6

В 2003—2006 годах был издан сборник работ Озолина:
- Озолин Н. Г. Настольная книга тренера: Наука побеждать. — М.: АСТ, «Астрель», 2004. — 864 с. — ISBN 5-17-012478-3, ISBN 5-271-02939-5

Озолин — автор статьи «Лёгкая атлетика» в 3-м издании Большой советской энциклопедии.

## Награды и звания
- орден Ленина (27.04.1957) — «за успехи, достигнутые в деле развития массового физкультурного движения в стране, повышения мастерства советских спортсменов, и успешное выступление на международных соревнованиях»
- орден Трудового Красного Знамени (17 ноября 1949)
- орден «Знак Почёта» (22 июля 1937)
- орден «За заслуги перед Отечеством» III степени (18 декабря 1996) — «за заслуги перед государством и выдающийся вклад в развитие отечественного спорта»[5]
- медаль «За оборону Москвы»

Иностранные награды
- Серебряный крест «За заслуги в спорте» (Финляндия, 1964)[6]
- Золотая медаль I степени «За особые заслуги» (Болгария, 1974)

Почётные звания
- Заслуженный деятель науки РСФСР
- Почётный доктор Высшей школы физического воспитания в Лейпциге

## Память
После смерти Озолина международные соревнования в помещении «Мемориал В. Дьячкова» получили название «Мемориал В. Дьячкова и Н. Озолина».